# Chaperon (falconeria)

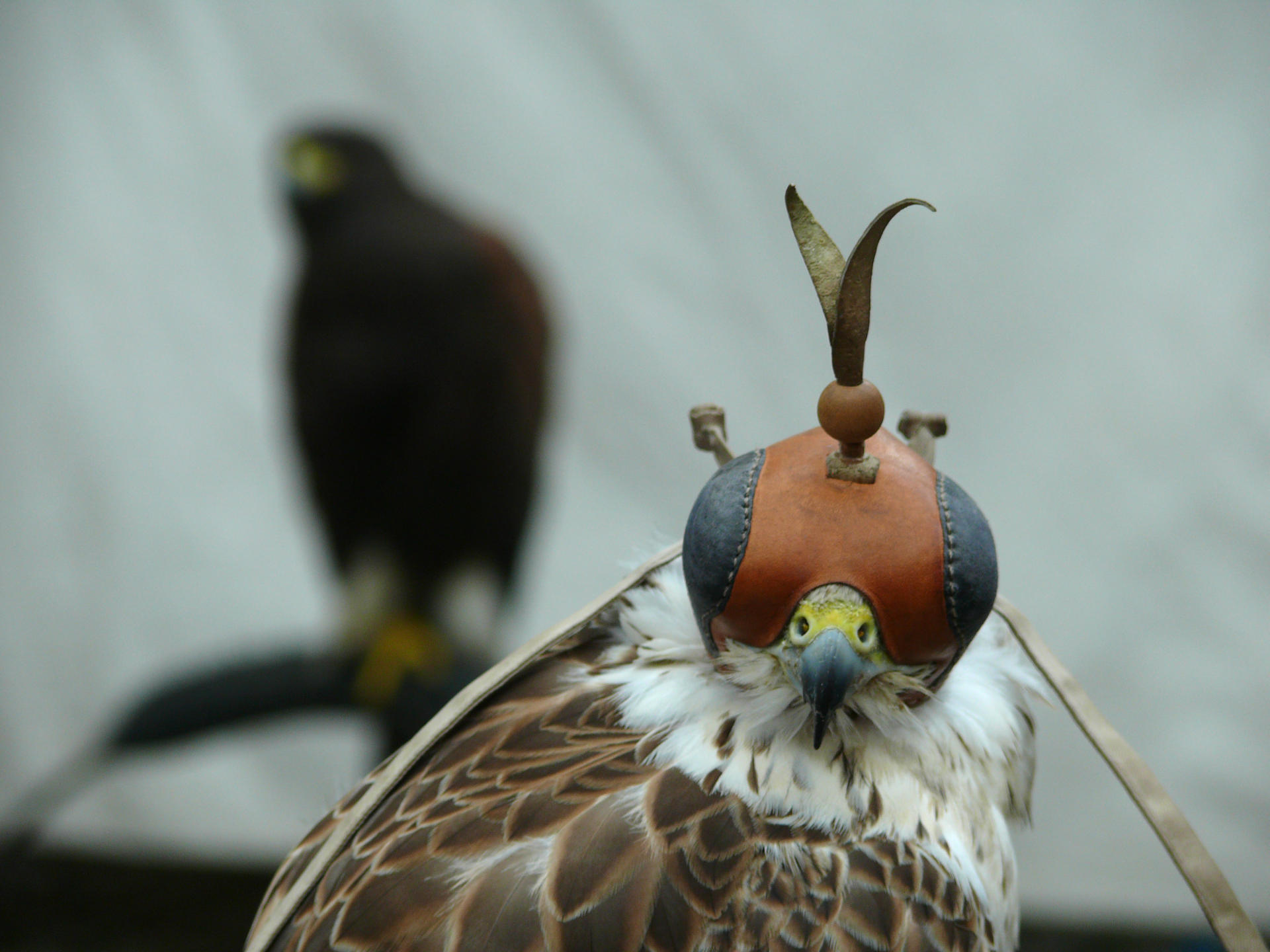
Rapace con chaperon tipo americano-olandese.

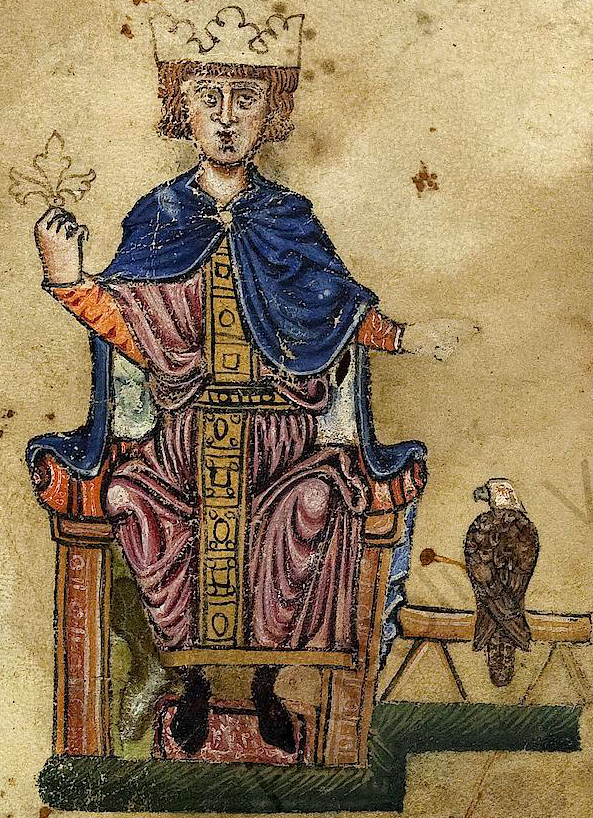
Federico II di Svevia in trono, affiancato dal suo falcone con il cranio coperto dallo chaperon. Miniatura dal De arte venandi cum avibus, Biblioteca Vaticana, codice Pal. Lat. 1071

Lo chaperon è un copricapo per uccelli rapaci facente parte dell'equipaggiamento standard dei falconieri. Si tratta di un cappuccio in cuoio che copre interamente la testa del volatile, ad eccezione del rostro, da utilizzarsi quando l'animale non viene impegnato nella caccia. Privato di stimoli visivi dallo chaperon, che lo rende praticamente cieco, il rapace sopporta meglio la permanenza nella voliera e la compagnia dell'uomo.

## Storia
L'invenzione dello chaperon o, quanto meno, il suo iniziale massiccio utilizzo, viene attribuita ai falconieri del Medioriente. Passò in uso ai falconieri europei nel corso del XIII secolo, quando il contatto tra i potentati cristiani occidentali e il mondo arabo-bizantino, già amplificato dal fenomeno delle crociate, giunse al suo apice grazie alla costituzione, in Grecia, dell'Impero Latino (1204-1261). Le testimonianze letterarie dell'epoca, tanto quanto quelle iconografiche (tra le tante, fondamentale l'esemplare del De arte venandi cum avibus conservato presso la Biblioteca Vaticana, codice Pal. Lat. 1071), ci confermano che lo chaperon entrò rapidamente in uso presso il multietnico ambiente normanno-svevo del Regno di Sicilia, il cui anfitrione, Federico II di Svevia, era un appassionato falconiere.

L'origine francese del vocabolo utilizzato per indicare il cappuccio per rapaci lascia però chiaramente intendere che tale innovazione orientale trovò rapidissimo e felice impiego anche presso il Regno di Francia, legato da strettissimi contatti politico-familiari con l'Impero Latino e presso il quale, durante il regno di Luigi IX il Santo (regno 1226-1270), venne istituita una delle prime "Falconerie Reali" d'Europa (v. Gran falconiere di Francia).
Nell'Italia basso-medievale l'uso dello chaperon non portò a una massiccia diffusione del vocabolo francofono. "Chaperon" diede origini alla parola italiana "Capperone", indicante il copricapo del tipo cappuccio-turbante in uso in Francia tra XIV e XV secolo e chiamato appunto come il cappuccio per rapaci. Quest'ultimo, nel pieno Trecento, era chiamato, in lingua italiana, semplicemente "cappello":
(Dante Alighieri, Paradiso (Divina Commedia), 19)
Ancora in pieno XVII secolo, il lemmario italiano indicava in "cappello" il corretto termine con cui alludere al cappuccio per falchi e falconi.
(Vocabolario degli Accademici della Crusca, Firenze 1612, p. 155)

## Descrizione
Lo chaperon è solitamente realizzato in cuoio, lavorato in modo da assumere una forma "a goccia" atta a contenere interamente la testa del rapace. Una feritoia triangolare lungo il bordo permette di calzare il cappuccio sull'animale partendo dal rostro, che viene lasciato all'esterno. Ai lati della feritoia il cuoio forma un rigonfiamento atto a meglio proteggere gli occhi. I due lunghi lacci di chiusura, posti posteriormente rispetto alla feritoia, stringono longitudinalmente lo chaperon rispetto al rostro, assicurandolo cioè contro la parte posteriore del cranio. Un terzo laccio di cuoio regolabile diparte dalla sommità del cappuccio.

Gli stili di realizzazione dei cappucci sono sostanzialmente due: 
1. Cappuccio anglo-indiano, realizzato da un unico pezzo di cuoio secondo l'antica tradizione araba;
2. Cappuccio americano-olandese, ottenuto da tre distinti pezzi di cuoio.

È sempre cura del falconiere far sì che lo chaperon non aderisca mai eccessivamente alla testa del rapace.

### Fonti
- Federico II [postumo] (circa 1260), De arte venandi cum avibus (testo latino)

### Studi
- Camerini, G. (2006), Falconeria. L'arte antica di addestrare e cacciare con i falchi.
- Innamorati, Giuliano [a cura di] (1965), Arte della caccia : testi di falconeria, uccellagione e altre cacce, Milano, Il Polifilo.